# Chevriers bosmuis
Chevriers bosmuis (Apodemus chevrieri) is een knaagdier uit het geslacht bosmuizen (Apodemus) dat voorkomt in Midden-China (Zuid-Gansu, Shaanxi, West-Hubei, Sichuan, Guizhou en West-Yunnan). Deze soort is nauw verwant aan de brandmuis (Apodemus agrarius), en is vroeger soms zelfs tot dezelfde soort gerekend, maar dat wordt nu niet meer gedaan. In verschillende delen van zijn verspreiding komt deze soort sympatrisch voor met de brandmuis en met de Zuid-Chinese bosmuis (Apodemus draco). In Sichuan en Guizhou zijn fossielen bekend vanaf het Vroeg-Pleistoceen.